# Жаир Паула
Жаи́р Па́ула да Ку́нья Фи́льо (порт.-браз. Jair Paula da Cunha Filho; родился 7 марта 2005), также известный как Жаир Паула, Жаир Кунья или просто Жаир — бразильский футболист, центральный защитник клуба «Ноттингем Форест».

## Клубная карьера
Уроженец Орландии (штат Сан-Паулу), Жаир присоединился к футбольной академии клуба «Сантос» в 2016 году в возрасте 10 лет. В июне 2021 года подписал с клубом свой первый профессиональный контракт до 2024 года. Летом 2022 года продлил свой контракт ещё на год. В январе 2023 года получил серьёзную травму колена, которая потребовала проведения операции. Вернулся к тренировкам в августе 2023 года. 9 ноября 2023 года дебютировал в основном составе «Сантоса», выйдя на замену Маркосу Леонардо в матче бразильской Серии A против «Гояса».

## Достижения
«Сантос»
- Победитель Серии B: 2024

Сборная Бразилии
- Чемпион молодёжного чемпионата Южной Америки: 2025